# William Watson (1858-1925)
Pour les articles homonymes, voir William Watson et Watson.
William Watson (1858-1925) est un botaniste et horticulteur britannique. Il est jardinier au Jardins botaniques royaux de Kew à partir de 1879, assistant du conservateur de 1886 à 1901 et conservateur de 1901 à 1922.